# Tatiana Kononenko
Pour les articles homonymes, voir Kononenko.
Tatiana Serguiyivna Kononenko (en ukrainien : Тетяна Сергіївна Кононенко ; née le 5 décembre 1978) est une joueuse d'échecs ukrainienne qui détient le titre de grand maître international féminin (GMF depuis 1998) et de maître international (MI depuis 2006).

## Palmarès jeune
De 1995 à 1997, Tatiana Kononenko participe aux Championnats d'Europe de la Jeunesse et remporte deux fois des médailles d'argent: en 1995 à Żagań, en Pologne, dans la catégorie d'âge des moins de 18 ans, et en 1996 à Tapolca, en Hongrie, parmi les filles de moins de 20 ans.
En 1998 à Kiev, elle remporte la médaille d'argent au championnat d'Ukraine d'échecs de la jeunesse dans la catégorie d'âge des moins de 20 ans. En 2001 à Kramatorsk, Tatiana Kononenko termine deuxième au championnat d'Ukraine d'échecs féminin. 

## Palmarès à l'âge adulte
En 2002 à Antalya, en Turquie, Tatiana Kononenko remporte la médaille d'argent au championnat d'Europe de parties rapides féminin. 
Elle remporte aussi plusieurs tournois internationaux d'échecs féminins: le mémorial d'Elisaveta Bykova à Vladimir, en Russie (en 2004, avec Yelena Dembo ), à Benasque, en Espagne, en 2005, Almería en Epagne, en 2007.

## Participation aux championnats du monde
Dans les années 2000, Tatiana Kononenko participe à différents championnats du monde d'échecs féminin  :
- Lors du championnat du monde d'échecs féminin de 2001, elle perd au premier tour contre Svetlana Petrenko[2].
- Lors du championnat du monde d'échecs féminin de 2006, elle s'incline de nouveau au premier tour contre Iweta Radziewicz[3].

## Participation au championnat d'Europe d'échecs des Nations
Tatiana Kononenko joue pour l'Ukraine lors du championnat européen d'échecs par équipe :
- En 1999, lors du 3e championnat d'Europe d'échecs par équipe à Batoumi, en Géorgie, elle occupe le premier échiquier de réserve  (1 victoire, 2 défaites en 3 matchs).

## Normes de maître
En 1997, elle reçoit le titre de maître international féminin. L'année suivante, en 1998, elle devient Grand maître international féminin (GMF). En 2006, Tatiana Kononenko, elle a accompli ses trois normes de maître international (mixte cette fois) et obtient le titre correspondant (MI).